# Parco nazionale della Svizzera Sassone
Il parco nazionale della Svizzera Sassone (in tedesco: Nationalpark Sächsische Schweiz) è un parco nazionale situato in Sassonia, in Germania.